# Линкълн (окръг, Монтана)
Вижте пояснителната страница за други значения на Линкълн.
Окръг Линкълн (на английски: Lincoln County) е окръг в щата Монтана, Съединени американски щати. Площта му е 9518 km², а населението - 19 440 души (2017). Административен център е град Либай.